# Костел Успіння Пресвятої Діви Марії (Кривий Ріг)
Костел Успіння Пресвятої Діви Марії - костел, що розташований у м. Кривому Розі (Дніпропетровський деканат, Харківсько-Запорізька дієцезія).

## Каплиця Святої Брігітти

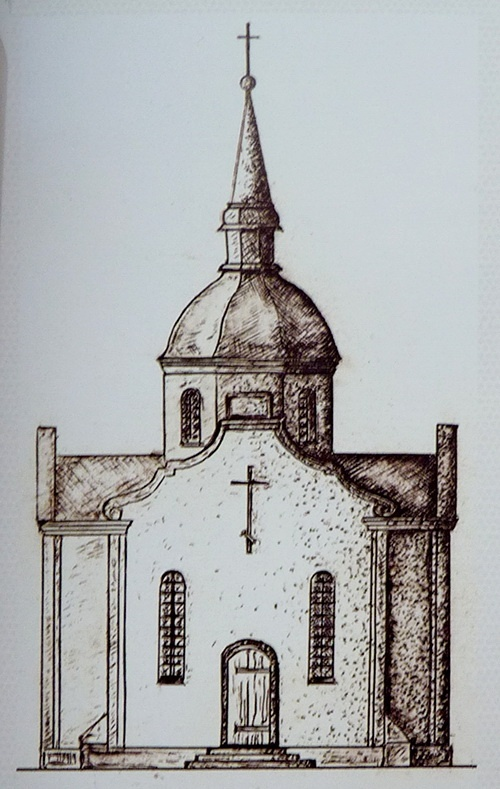
Храм Святої Брігітти, Гданцівка, 1898 рік

Історія існування Римсько-католицької церкви у м. Кривому Розі пов'язана з розвитком гірничо-металургійної промисловості, оскільки перші віряни-католики — це інженерно-технічний персонал з Польщі, Бельгії та Німеччини, які приїхали розвивати промисловість у місті. У кінці ХІХ століття був придбаний у місцевого поміщика Харченка великий будинок, який згодом перебудували на храм святої Бригіди (Центрально-міський район, вул. Знаменська, 6. На даху будинку була влаштована сигнатурка, всередині приміщення — орган. 1900 року католицька громада нараховувала понад 1300 парафіян. Адміністратором парафії був ксьондз Якуб Дукарт. Упродовж 1915-1917 рр. ксьондзом був Г. Байєр, 1914 року ця посада була вакантна. Шематизм Тираспільської єпархії (1917) титулував каплицю титулом святих апостолів Петра і Павла і налічував 1234 парафіян.
Костел був закритий радянською владою 1920 року . Будівля використовувалася як пункт прийому та склад сировини і збереглася після перебудови на вулиці Знам'янській, 6. Наразі у ній розташований шинний центр.

## Костел
Через 73 роки, 29 травня 1993 року, на урочистість Зіслання Святого Духа відбулася перша меса, яку відправив отець Марцин Янкевіч. Були присутні 16 вірян. Ксьондз Марцин приїжджав до м. Кривого Рогу з м. Дніпродзержинська щомісяця. Офіційно спільнота була зареєстрована 2 лютого 1995 року. Було придбано будинок на вулиці Вернадського, 65. 28 жовтня 1995 року капличку освятив отець Ян Собіло із м. Запоріжжя. З 27 січня 1996 року до 17 травня 1997 року настоятелем парафії був отець Славомир Томашевський. З травня 1997 року до лютого 1998 року до парафії повернувся Марцин Янкевіч. З 28 лютого 1998 року парафією опікувалися Місіонери Облати Непорочної Марії , пізніше — згромадження Отців Місіонерів Матері Божої з Ля Салет. З 2013 року служать монахині-францисканки згромадження Сестер Францисканок Місіонерок Марії.
1998 року спільнота зросла і налічувала 50 парафіян. Із серпня 1999 року в парафії працюють Сестри Найсвятішої Родини з Назарету. Будівництво храму розпочалася 2000 року. Проект розробила спілка архітекторів «Палладіум» з м. Познані (Польща), під керівництвом архітектора Альфонса Купки. Фінансування надавали Ватикан та іноземні фундації. Костел збудовно неподалік міського вокзалу, біля перетину з вулицею Башкирською, він вирізняється з садибної забудови навколишніх вулиць. Зорієнтований на осі північ - південь-захід, з невеликим відхиленням на схід та головним входом з півдня на осі храму. Костел просторий у будові, із виразною дзвіницею. Дах плавно перетікає у чотири люкарни з обох сторін, над входом замість вітражу розташований круглий барельєф, який є частиною аркової прибудови, котра трохи нижча, ніж власне храм. 15 серпня 2001 року отець-єпископ Леон Дубравський вмурував наріжний камінь з гробу святого Апостола Петра з м. Риму. Поруч було збудовано монастирі Місіонерів Облатів і Сестер Назаретанок та катехетично-соціальні приміщення. У листопаді 2006 року комплекс церкви було відкрито для прочан.
Нині недільну Службу Божу відвідують близько 200 осіб. Це переважно поляки та українці. При Костелі діє Спілка поляків м. Кривого Рогу. Храмові свята: 15 серпня — Внебовзяття Пресвятої Діви Марії, 5 жовтня — святої сестри Фаустини Ковальської.